# David Cardoso
David Cardoso, właściwie José Darcy Cardoso (ur. 9 kwietnia 1943 w Maracaju) – brazylijski aktor, reżyser, scenarzysta i producent filmowy i telewizyjny.

## Życiorys

### Wczesne lata
Urodził się w Maracaju, w stanie Mato Grosso do Sul. Już we wczesnych latach swojego życia był bardzo zainteresowany kinem, od chwili obejrzenia melodramatu przygodowego Johna Forda Mogambo (1953). Dorastał w Campo Grande, gdzie ukończył szkołę średnią, a także odbył służbę wojskową. W 1963 przeniósł się do São Paulo, gdzie studiował dziennikarstwo i pracował w redakcji gazety „Folha de S. Paulo”. Potem porzucił szkołę i zaczął pracować w Pam Filmes.

### Kariera
Kiedy spędził sezon w Stanach Zjednoczonych, zmienił swoje imię na David, wierząc, że imię żydowskie otworzy jemu drzwi na rynek północnoamerykański. Swoją pierwszą rolę jako chłopiec z farmy otrzymał w komedii Lampa (O Lamparina, 1963). Przełomem w karierze aktorskiej okazała się rola Augusto w kostiumowym filmie muzycznym Brunetka (A Moreninha, 1971) z Sônią Bragą. Pracę kontynuował jako kierownik produkcji w Pam Films, firmy stworzonej przez Amácio Mazzaropi, jednego z najważniejszych aktorów komediowych w Brazylii. W 1973 założył Dacar Produções Cinematográficas, który wyprodukował prawie wszystkie jego kolejne filmy. W 1977 zadebiutował jako reżyser dwóch filmów: Sześć kobiet Adama (As Seis Mulheres de Adão) i Dziewiętnaście kobiet i jeden mężczyzna (Dezenove Mulheres e Um Homem). Założył swoją firmę DaCar Produçoes Cinematograficas. Zrealizował także filmy pornograficzne, w tym Uzależniony od C (Viciado em C..., 1984) i sequel Nowe brudne sztuczki uzależnionego od C (Novas Sacanagens do Viciado em C, 1986).
W kwietniu 1999 pozował dla „G Magazine” i był na okładce jednego z wydań. W telenoweli Barwy grzechu (Da cor do pecado, 2004) wystąpił jako Pimenta.

## Życie prywatne
Był związany z aktorką francuską Barbarą Laage (1965), Selmą Egrei (1971), Verą Fischer (1971–1972) i Clair Batagiotti (1976–1988). Dwukrotnie poślubił aktorkę Evelize Olivier (1966–1971 i 1973–1976), z którą ma trójkę dzieci: dwóch synów - Jamesa (ur. 1968) i Davida Jr. (ur. 14 stycznia 1971) oraz córkę Tallytę (ur. 29 marca 1977). Miał romans z aktorką Guy Loup (1969). W 2000 poślubił nauczycielkę Romildę Bernardę Servim, z którą ma syna Oswaldo Neto (ur. 2001).
Ujawnił, że miał już „trzy lub cztery” związki homoseksualne.
Zamieszkał w Mato Grosso do Sul, na swojej farmie w Pantanal, 50 metrów od rzeki Aquidauana.